# Vikten av gener
Vikten av gener: Hur DNA påverkar din vikt är en bok från 2011 av Karin Bojs och Anna Bratt som handlar om bantning, övervikt och människans DNA. Författarna går också igenom genforskningens "delvis mörka" historia men även nutidens forskningsfront.